# كيي تشينين
كيي تشينين (باليابانية: 知念 慶) (17 مارس 1995 في مدينة أوكيناوا في اليابان – )؛ هو لاعب كرة قدم سابق كان يلعب كمهاجم.

## وصلات خارجية
- كيي تشينين على موقع رابطة كرة القدم اليابانية للمحترفين (اليابانية)
- كيي تشينين على موقع إي إس بي إن إف سي (الإنجليزية)
- كيي تشينين على موقع قاعدة بيانات كرة القدم.إي يو (الإنجليزية)
- كيي تشينين على موقع Soccerbase.com (لاعب) (الإنجليزية)
- كيي تشينين على موقع Soccerway.com (الإنجليزية)
- كيي تشينين على موقع عالم كرة القدم.نت (الإنجليزية)